# Power metal
Power metal är en musikgenre inom Heavy metal. Låtarna kännetecknas ofta av medryckande melodier, stark sång i högt tonläge och energiskt 16-delsbaserat staccatospel på gitarr och bas, genomgående markerat med snabbt monotont spel på bastrumman/-trummorna (populärt kallat "dubbeltramp"). Texterna handlar ofta om till exempel fantasy, krig och sagor. 
Många power metal-band är även starkt influerade av nyklassisk metal, där gitarristen Yngwie Malmsteen bildat skola. Det är även vanligt att använda sig av orkesterinstrument och detta har gett upphov till subgenren symphonic power metal.

## Historia
Uttrycket "Power Metal" användes till en början godtyckligt av och om olika nytillskott på 1980-talets metalscen. Först i mitten av 1990-talet etablerades den nuvarande betydelsen, med utgångspunkt i det tidigare speed metal-bandet Helloweens stilbildande album "Keeper of the Seven Keys part I" (1987) och "...part II" (1988). Power metal-banden anammade och renodlade de karaktäristiska elementen från låtar som "Twilight of the Gods", "Eagle Fly Free" och "March of Time".
Power metal-element har dock förekommit i hårdrockslåtar långt längre än själva genren. Stiltypiska melodier och harmonier återfinns bland annat i det tyska heavy metal-bandet Accepts alster från 1980-talet, och även Blind Guardian är en känd föregångare som har inspirerat många efterföljare. "Dubbeltrampet" kunde höras redan hos Deep Purple i början av 1970-talet. För sångstilen kan Bruce Dickinson i 1980-talets Iron Maiden sägas vara en föregångare, och i samtida Rainbow stod Ronnie James Dio för den typiska fantasy-lyriken. Det tidigaste exemplet på en power metal-låt anses av många vara Rainbows Kill the King från 1977.
Trots många tidiga tendenser av Power metal tog den inte början på riktigt förrän år 1997 då Hammerfall släppte debutskivan Glory to the brave - samtidigt som Rhapsody of Fire, (dåvarande Rhapsody), släppte sitt debutalbum Legendary Tales. De blev typexempel för genren och deras klara, tralliga melodier och episka texter inspirerade många eftergångare.

## Exempel
Dessa band kan klassas som helt eller delvis Power Metal-band.

- Accept
- Angra
- Anvil
- Aquaria
- At Vance
- Avantasia
- Axel Rudi Pell
- Axenstar
- Battle Beast
- Beast In Black
- Blind Guardian
- Bloodbound
- Celesty
- Civil War
- Crystal Eyes
- Dark Moor
- Dawn of Destiny
- Dio
- Dionysus
- Dragonland
- DragonForce
- Dragony
- Dream Evil
- Dreamtale
- Edguy
- Evermore
- Excalion
- Falconer
- Firewind
- Freedom Call
- Galneryus
- Gamma Ray
- Gloryhammer
- Grave Digger
- HammerFall
- Heavenly
- Heed
- Helloween
- Iced Earth
- Insania
- Iron Savior
- Kamelot
- Keldian
- King Diamond
- Kyrie Eleison
- Lost Horizon
- Luca Turilli
- Majestica
- Manilla Road
- Manowar
- Mastercastle
- Masterplan
- Metal Church
- Moonlight Agony
- Morifade
- Nightwish
- Nocturnal Rites
- Narnia
- Opera Magna
- Oratory
- Persuader
- Powerwolf
- Power Quest
- Primal Fear
- Rhapsody
- Rhapsody of Fire
- Running Wild
- Sabaton
- Saint Deamon
- Serenity
- Seven Thorns
- Shaman
- Skeletoon
- Sonata Arctica
- Stormwarrior
- The Storyteller
- Stratovarius
- Swärdh
- Thaurorod
- Turisas
- Twilight Force
- Van Canto
- Veonity
- Versailles
- Vhäldemar
- Virgin Steele
- Vision Divine
- Warmen